# Fonograf

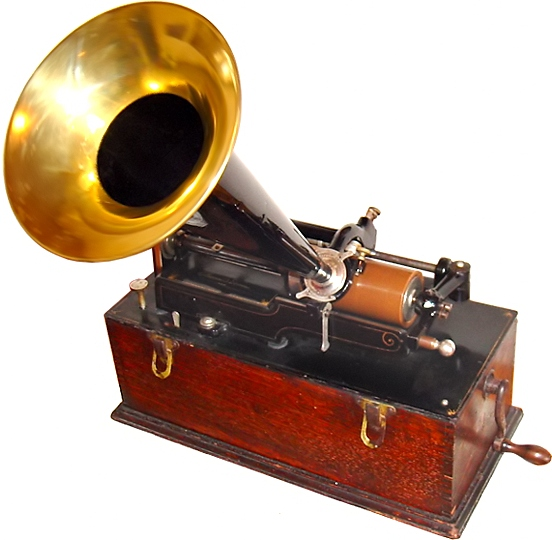
Edisonův fonograf

Fonograf je první přístroj na nahrávání a reprodukci hlasu. Jeho vynálezcem byl roku 1877 Thomas Alva Edison, který si jej 19. února 1878 nechal patentovat a prvním záznamem byla dětská říkanka Mary had a little lamb. V roce 1888 berlínský herec Emile Berliner nezávisle na něm vyvinul gramofon, který jej následně nahradil.
Šlo o následovníka automatofonů. Záznam na fonografu byl uchováván na válečku – tím se lišil od pozdějšího gramofonu, kde médiem byla plochá deska.

## Historie
Edison byl při vynálezu fonografu pravděpodobně inspirován přístrojem zvaným phonautograph, jehož vynálezcem byl Léon Scott a patentoval jej 25. března 1857. Patrná je podoba názvu i některé konstrukční rysy přístroje. Phonautograph zakresloval akustické kmity na skleněný váleček pokrytý sazemi. Bylo tak možno studovat zvukové kmity, přístroj však neumožňoval zaznamenaný zvuk přehrát.
Prakticky současně s Edisonem navrhl Charles Cros jiný způsob, jak svůj phonautograph upravit tak, aby umožnil i přehrávání a svůj přístroj nazval paleophone. Cros však nedovedl svůj přístroj do funkční podoby.
V Čechách došlo poprvé k nahrávání hlasů známých herců a pěvců z divadel na fonografické válečky v ateliéru fotografa Jana Tomáše.

## Princip činnosti
Váleček byl zhotoven z kovu a byla do něj vysoustružena spirálová drážka, která vedla jehlu. Edison přes tento váleček u svého původního přístroje nalepil staniol (u pozdějších fonografů se namísto staniolu používala vrstva vosku). Záznam se prováděl přes kovový trychtýř, který zesiloval zvuk a dno měl přelepené membránou (původně z rybího plynového měchýře). Na konci membrány byla přilepená jehla. Při záznamu se akustické kmity membrány přenášely na jehlu a ta protlačovala staniol. Při snímání se naopak kmity jehly přenášely na membránu a ta kmitáním vytvářela zvuk.

## Srovnání s gramofonem
Výhodou válečku je, že stejné úhlové rychlosti otáčení odpovídá i stejná rychlost pohybu celého povrchu válce (to u desky neplatí). Zatímco u fonografu se drážka neodchyluje do stran a záznam se provádí změnou její hloubky, drážka na gramofonové desce má naopak konstantní hloubku a záznam se provádí vychýlením drážky do stran. Největší výhodou gramofonu bylo, že tento stranový záznam se již v době vzniku gramofonu dařilo kopírovat pomocí pákového mechanismu.
To umožnilo snadno vyrábět kopie gramofonových desek z jednou provedené nahrávky a prodávat desky se záznamem ve větších sériích a levněji, než fonografické válečky. U fonografu se tehdejšími technologiemi záznam kopírovat nezdařilo. Nahrávání na fonograf se obvykle provádělo tak, že zpěvák zpíval před několika fonografy a po skončení písně nahrával tutéž píseň na dalších několik válečků. Plochý tvar desky navíc později umožnil gramofonové desky již se záznamem ve velkých sériích zhotovovat lisováním. Dalšími nevýhodami fonografu byly velké rozměry a kratší hrací doba válečků.

## České fonografické válečky
Celkem 1200 fonografických válečků se nachází ve sbírkách pražského Národního muzea. Od roku 2018 probíhá projekt Nový fonograf, v jehož rámci se postupně digitalizují a zveřejňují jednotlivé nahrávky. Na válečcích ze sbírky se zatím našla jedna z patrně nejstarších nahrávek Dvořákovy opery Rusalka (árii prince zpíval Bohumil Pták), část narozeninového projevu T. G. Masaryka z roku 1930, první zvukový záznam české hymny a pravděpodobně nejstarší zvuková reklama v českých zemích.